# Piękny jest świat
Piękny jest świat (niem.: Schön is die Welt) – operetka Franza Lehára w trzech aktach z 1930 roku. Premiera miała miejsce 3 grudnia 1930 roku w Berlinie w Metropol-Theater. Libretto zostało napisane przez Ludwiga Herzera i Fritza Löhnera-Bedę.